# Владимир Мажуранич
Владимир Мажуранич (хорв. Vladimir Mažuranić; нар. 16 жовтня 1845, Карловаць — пом. 17 січня 1928, Загреб) — хорватський письменник, історик, адвокат, лексикограф.  Доктор права (1925). Син хорватського бана і поета Івана Мажуранича та батько хорватської письменниці Івани Брлич-Мажуранич.
Середню освіту здобув у Загребській класичній гімназії, яку закінчив 1862 року. Навчався у Віденському університеті, закінчив Загребську правознавчу академію 1866 р. Опісля працював юристом у Карловаці та Огуліні. Був радником із цивільних питань під час окупації Боснії та Герцеговини Австро-Угорщиною в 1878–1884 рр. Працював начальником управління юстиції хорватсько-славонсько-далматинського уряду з 1884 по 1898 р. Був головою Банського столу у Загребі з 1898 по 1912 р.
Член Югославської академії наук і мистецтв з 1913 р. У 1918–1921 був її президентом. 1925 р. здобув звання почесного доктора Загребського університету. Почесний член Польської і Чеської академій наук та НТШ у Львові.
Автор віршів («Orle moj…», «Nevolja» та ін.), драматичних творів («Grof Ivan», 1883), біографічних розвідок («Melek Jaša Dubrovčanin u Indiji god. 1480–1528», 1925), «O rječniku pravnog nazivlja hrvatskoga» (1902), «Prinosi za hrvatski pravno-povijesni rječnik» (1908–22; усі – Загреб). 